# Now (album)
Now, album av Neil Sedaka, utgivet 1981 på skivbolaget Polydor och det är producerat av Neil Sedaka.
LP:n har inte (2007) återutgivits på CD.

## Låtlista
1. Losing You (Neil Sedaka/Dara Sedaka)
2. What Have They Done To My Town (Neil Sedaka/Howard Greenfield)
3. Pictures From The Past (Neil Sedaka/Howard Greenfield)
4. Since You've Been Gone (Neil Sedaka/Howard Greenfield)
5. On The Road Again (Neil Sedaka/Howard Greenfield)
6. Summertime Madness (Neil Sedaka/Howard Greenfield)
7. My World Keeps Slippin' Away (Neil Sedaka/Howard Greenfield)
8. Love Is Spreading Over The World (Neil Sedaka/Howard Greenfield)
9. Bring Me Down Slow (Neil Sedaka/Howard Greenfield)
10. The Big Parade (Neil Sedaka/Howard Greenfield)